# Zhong Ren
Zhong Ren (中壬; Zhōng Rén) var en kinesisk kung över den forna Shangdynastin. Zhong Ren regerade 4 år i slutet av 1500-talet f.Kr. Zhong Rens personnamn var Yong (庸) och han titulerades i Shiji med sitt postuma tempelnamn Zhong Ren (中壬) (alt. 仲壬 i Bambuannalerna).

## Biografi
Zhong Ren kom till makten efter att hans bror Bu Bing avlidit. Zhong Ren styrde landet från Bo (亳) och behöll Yi Yin (伊尹) som försteminister. Zhong Ren avled efter 4 år som regent, och Yi Yin utnämnde Da Yis barnbarn Da Jia som tronföljare.
I Orakelbensskrifterna är inte Zhong Ren listad som regent.